# SMS Straßburg
El SMS Strassburg fue un  crucero ligero  de la clase Magdeburg de la Kaiserliche Marine. El Strassburg fue construido por los astilleros Kaiserliche Werft de Wilhelmshaven entre 1910  y octubre de 1912, fecha en la que fue asignado a la Flota de Alta Mar. El buque, estaba armado con una batería principal compuesta por doce cañones navales de 105 mm SK L/45 y tenía una velocidad máxima de 27,5 nudos.
El Strassburg pasó su primer año de servicio en la mar, tras lo cual, fue asignado a la fuerza de reconocimiento de la Flota de Alta Mar. Participó en combate en la Batalla de la bahía de Heligoland en agosto de 1914 y en los bombardeos de Scarborough, Hartlepool y Whitby en diciembre de  1914. Desde 1916, el buque fue transferido al Báltico para operar contra la armada imperial rusa. Participó en combate durante la Operación Albión en el Golfo de Riga en octubre de 1917, en particular como explorador de los acorazados SMS König y SMS Markgraf durante la  batalla de  Moon Sound. Retornó al mar del Norte para la planificación de una acción final contra la Gran Flota británica en las últimas semanas de la guerra, y se vio envuelto en el motín que forzó la cancelación de dicha operación.
El buque sirvió brevemente en la nueva Reichsmarine en 1919 tras lo cual fue transferido a Italia como botín de guerra. La transferencia formal tuvo lugar en julio de 1920. Fue renombrado Taranto al entrar en servicio en la Regia Marina. Entre 1936 y 1937, fue reconstruido para tareas coloniales, y se le instaló armamento antiaéreo adicional. No participó en acciones significativas durante la Segunda Guerra Mundial hasta el armisticio por el que Italia ponía fin a su participación en el conflicto. Fue echado a pique por la propia armada italiana, capturado y reflotado por los alemanes, hundido por un bombardeo de los aliados en octubre de 1943, reflotado de nuevo por los alemanes, y vuelto a hundir por tercera vez en bombardeo aéreo aliado en septiembre de 1944. El Taranto fue finalmente desguazado entre 1946 y 1947.

## Diseño
El Strassburg fue ordenado bajo el nombre de contrato "Ersatz Condor y fue puesto en grada en el astillero Kaiserliche Werft de Wilhelmshaven en 1910 donde fue botado el  24 de agosto de 1911, tras lo cual contiuaron las obras de construcción a flote. Fue asignado a la Hoshenflotte el 9 de octubre de 1912. El buque tenía una eslora de 138,7 m, una manga de 13,5 m y un calado de 4,4 m. Su desplazamiento era de 4750 t a plena carga. Su aparato motor, consistía de dos juegos de turbinas AEG-Vulcan  que accionaban dos hélices de ø3,4 m. Se diseñaron para dar una potencia de 25 000 shp, pero rindieron en servicio 33 482 shp. Las turbinas, estaban alimentadas por dieciséis calderas navales acuatubulares alimentadas por carbón, aunque posteriormente, fueron modificadas para utilizar fueloleo que era pulverizado sobre el carbón para incrementar la temperatura de combustión. El buque, tenía una velocidad máxima de 27,5 nudos, y podía embarcar 1200 t de carbón y 106 t de fueloleo, que le daban una autonomía aproximada de 5820 mni a una velocidad de 12 nudos. El Strassburg tenía una tripulación de 18 oficiales y 336 marineros y suboficiales.
El buque, estaba armado con doce cañones navales de 105 mm SK L/45 en montajes simples sobre pedestal. Dos estaban situados delante en el castillo de proa, ocho, estaban situados a mitad del buque, cuatro a cada banda, y los dos últimos, estaban situados a popa. Los cañones, tenían una elevación máxima de 30 º, lo cual le permitía alcanzar a objetivos situados a una distancia máxima de 12 700 m. Disponía de un total de 1800 proyectiles, 150 por cañón. El buque, también estaba equipado con dos tubos lanzatorpedos sumergidos de 500 mm en el interior del casco, uno de ellos a cada costado. También podía transportar  120 minas. El buque, contaba con un cinturón en la mitad del buque a la altura de la línea de flotación de 60 mm de espesor. Contaba también con una cubierta blindada de 60 mm  y la torre de mando, estaba protegida por un espesor de 100 mm.

## Historial de servicio
El Strassburg pasó su primer año navegando, desde 1913 hasta 1914. Fue seleccionado para participar en un crucero  de larga distancia para probar la fiabilidad del nuevo sistema de turbinas de los acorazados  SMS Kaiser y  SMS  König Albert. Los tres buques fueron organizados en una "División independiente" especial. El trío partió de Alemania el 9 de diciembre de 1913 y visitaron las colonias alemanas en África occidental. Los buques visitaron Lomé en Togolandia, Duala y Victoria en  Camerum, y Swakopmund en África Alemana Suroccidental. Desde África navegaron hasta Santa  Helena y posteriormente hasta  Río de Janeiro, a donde arribaron el 15 de febrero de 1914. El Strassburg se separó de los otros dos buques para visitar  Buenos Aires, Argentina encontrándose de nuevo con los dos acorazados en Montevideo, Uruguay. Desde donde los tres buques partieron con rumbo al cabo de Hornos para arribar a Valparaíso, Chile el 2 de abril.
El 11 de abril, los tres buques partieron desde la ciudad chilena iniciando el largo viaje de retorno a Alemania, incluidas escalas en  Bahía Blanca, Argentina, Río de Janeiro, desde donde partieron el 16 de mayo, Cabo Verde, Madeira, y Vigo, España , desde donde partieron con rumbo a Alemania, arribando a  Kiel el 17 de junio de 1914. En el curso de este viaje, los buques recorrieron más de 20 000 mn. Una semana después, el 24 de junio,  la división especial fue disuelta. Tras retornar a Alemania, el Strassburg pasó la mayor parte de su carrera asignado a fuerzas de reconocimiento de la Flota de Alta Mar. El  16 de agosto, pocas semanas después del inicio de la Primera Guerra Mundial  el SMS  Strassburg y el SMS Stralsund   realizaron una exploración en busca de fuerzas de reconocimiento británicas, encontrando un grupo de 16 destructores y un crucero ligero británicos a unos 10 000 m. Ante su manifiesta inferioridad numérica, los dos crucerso rompieron el contacto y volvieron a puerto.
Menos de dos semanas después, el 28 de agosto, el Strassburg mantuvo un fuerte enfrentamiento durante la batalla de la bahía de Heligoland. Los cruceros de batalla y cruceros ligeros británicos atacaron a las fuerzas de reconocimiento alemanas bajo el mando del contraalmirante  Leberecht Maass  en la  bahía de Heligoland. El  Strassburg fue el primer buque alemán en salir de puerto para reforzar a las fuerzas de reconomicmiento alemanas, A las 11:00, se encontró don el crucero ligero británico  HMS Arethusa, el cual hacía sido impactado en varias ocasiones por los cruceros ligeros alemanes SMS Stettin y  SMS Frauenlob. El Strassburg atacó al Arethusa, pero fue alejado del combate por los destructores de la primera flotilla. Perdió el contacto con los buques británicos en la niebla, pero volvió a encontrarlos de nuevo después de las 13:10 gracias al sonido de fuego artillero británico que destruyó al crucero alemán SMS Mainz. Junto con el  SMS Cöln, dañó gravemente a tres destructores británicos— HMS Laertes, HMS Laurel, y HMS Liberty—antes de ser alejado de nuevo del combate. Pco después, los cruceros de batalla británicos intervinieron y hundieron al  SMS Ariadne y al buque insignia de  Maass  el SMS Cöln. Por lo que el Strassburg y el resto de cruceros ligeros sobrevivientes optaron por retirase en la niebra, donde fueron reforzados por los cruceros de batalla del I grupo de exploración.
El Strassburg estuvo presente durante los bombardeos de Scarborough, Hartlepool y Whitby del  15 y 16 de diciembre como parte de  obertura a distancia a los cruceros de batalla del almirante Franz von Hipper mientras estos, realizaban el bombardeo. Tras realizar el bombardeo de las tres localidades, las fuerzas alemanas comenzaron a retirarse, aunque las fuerzas navales británicas comenzaron a moverse para interceptarlos. El Strassburg, otros dos cruceros de su fuerza de cobertura y dos flotillas de torpederos navegaron entre dos escuadras británicas. En la densa niebla, la visibilidad estaba reducida a menos de 3700 m, y únicamente su buque gemelo, el SMS Stralsund  pudo ser descubierto por las fuerzas británicas, aunque solo por un breve espacio de tiempo. Los buques alemanes, fueron capaces de utilizar el mal tiempo para cubrir su retirada. El buque, fue transferido al mar báltico en 1916, por lo que no estuvo presente en la Batalla de Jutlandia el 31 de mayo de 1916.
En 1917, fue asignado al VI grupo de exploración, con el cual participó en la operación Albion contra las fuerzas navales rusas en el  Golfo de Riga. A las  06:00 del 14 de octubre de 1917, el Strassburg, el SMS Kolberg, y el  SMS Augsburg  partieron de Libau para dar cobertura a operaciones de contraminado en el golfo de Riga. Fueron atacados por la artillería de costa rusa de 305 mm por lo que se vieron obligados a alejarse temporalmente. A las  08:45 anclaron en el banco Mikailovsk y los dragaminas comenzaron su trabajo de limpieza de minas. Dos días después, el Strassburg y el Kolberg se unieron a los dreadnoughts SMS König y  SMS Kronprinz para realizar una incursión en el golfo de Riga. En la consiguiente Batalla de Moon Sound, los acorazados destrulleron el antiguo pre-dreadnought ruso Slava y forzaron al pre-dreadnought Grazhdanin a abandonar el golfo. El  21 de octubre el Strassburg y el acorazado SMS Markgraf realizaron un ataque a  Kyno. Los dos buques bombardearon la isla; El Strassburg disparó aproximadamente  55 proyectiles al puerto de Salismünde. El 31 de octubre, el Strassburg transportó al primer gobernador militar a las islas capturadas desde  Libau a Arensburg.
Desde octubre de 1918, el Strassburg fue asignado al IV  grupo de exploración el cual debía participar en el ataque final y culminante de la flota de alta mar alemana. Los almirantes Reinhard Scheer e Hipper tenían la intención de infligir el mayor daño possible a la Royal Navy aún al coste de sacrificar la flota para conseguir la mejor posición negociadora possible para Alemania. En la mañana del  27 de octubre, días antes de la fecha para la que estaba programada la operación, en torno a 45 tripulantes de la sala de máquinas del  Strassburg se deslizaron por la borda del buque escapado a Wilhelmshaven. Los tripulantes, tuvieron que ser detenidos y devueltos al buque después de que el IV grupo de exploración se hubiera desplazado a Cuxhaven, donde los hombres de los seis cruceros de la unidad se negaron a trabajar en protesta por la guerra, y en apoyo al armisticio propuesto por el  príncipe Maximilian. En la mañana del  29 de octubre de 1918, se dio la orden de partir de Wilhelmshaven al día siguiente.  Durante la noche del 29 de octubre, los marineros del  SMS Thüringen  y posteriormente de otros acorazados comenzaron el  motín de Wilhelmshaven. Los disturbios  obligaron  finalmente a Hipper y Scheer a cancelar la operación. A comienzos de noviembre,  el Strassburg y el SMS Brummer  navegaron hasta  Sassnitz. En este Puerto, el comandante del Strassburg tomó el mando de las fuerzas navales en el Puerto, e invite a formar un comité de marineros para contratar a las fuerzas que allí se encontraban.

### Servicio con la Regia Marina italiana
Tras la guerra fue dado de baja del registro naval el 10 de marzo de 1920 y cedido a Italia como botín de guerra. Fue transferido con el nombre de "O" el 20 de julio de 1920 en el puerto francés de Cherburgo. El Strassburg fue dado de alta en la Regia Marina el 2 de junio de 1925 cambiándose su nombre por el de Taranto. Sus dos piezas antiaéreas de  88 mm fueron reemplazadas por dos piezas antiaéreas de fabricación italiana de 76,2 mm/40. Al año siguiente, fue modificado con la adicción de un hidroavión de reconocimiento Macchi M.7.  El Taranto fue reclasificado como crucero el 19 de julio de 1929, y en 1931, su hidroavión M.7 fue reemplazado con un hidroavión  CANT 24 R.
El buque, fue reconstruido para servicios coloniales entre 1936 y 1937. Dos calderas y la chimenea de popa fueron retiradas, reduciéndose su velocidad máxima hasta los 21 nudos, aunque en tiempos de la Segunda Guerra Mundial, solo era capaz de alcanzar los 18 nudos. Se le añadieron ocho cañones de 20 mm /65 y diez ametralladoras de 13,2 mm para defensa de corto alcance y antiaérea. En 1937, fue ofrecido al bando sublevado durante la Guerra civil española, aunque dicha entrega no llegó a fructificar. Durante la Segunda Guerra Mundial, no participó en ningún combate significativo, aunque a principios de julio de 1940, el Taranto, junto a dos minadores y un par de destructores, desplegaron 2335 minas en el golfo Taranto y en el sur del  Adriático. Fue echado a pique en La Spezia el  9 de septiembre de 1943, al día siguiente del armisticio entre Italia y los Aliados. Los alemanes capturaron el buque, procediendo a reflotarlo, aunque fue hundido de nuevo por los aliados el 23 de octubre. Los alemanes volvieron a reflotarlo por segunda vez, volviendo a ser hundido por un bombardeo aéreo aliado el 23 de septiembre de 1944. El Taranto fue finalmente desguazado entre 1946 y 1947.

### Buques de la clase
• SMS Magdeburg
• SMS Breslau
• SMS Stralsund

### Listas relacionadas
Buques de la Kaiserliche Marine